# Liste der Langlaufloipen in Frankreich
Die folgende Liste enthält die Langlaufloipen in Frankreich.
Die ca. 150 Langlaufgebiete bieten zusammen ein Loipennetz von ca. 10 000 km an, verteilt auf die Gebirge Alpes du Nord (37 %), Jura (24 %), Zentralmassiv (15 %),  Alpes du Sud (11 %), Pyrenäen (8 %) und Vogesen (5 %). Seit 1985 sind die Langlaufgebiete unter der Dachorganisation Nordic France zusammengeschlossen.
| Langlaufgebiet                                                             | Kilometer | Gebirge       |
| -------------------------------------------------------------------------- | --------- | ------------- |
| Agy, Saint-Sigismond                                                       | 48,5      | Alpes du Nord |
| Arèches – Beaufort                                                         | 24,5      | Alpes du Nord |
| Aussois – Val-Cenis – Sardières                                            | 42,8      | Alpes du Nord |
| Autrans – Autrans-Méaudre en Vercors                                       | 190,7     | Alpes du Nord |
| Bellevaux – Les Mouilles                                                   | 49,5      | Alpes du Nord |
| Bessans                                                                    | 174,7     | Alpes du Nord |
| Champagny-en-Vanoise                                                       | 51,2      | Alpes du Nord |
| Col d’Ornon                                                                | 43,1      | Alpes du Nord |
| La Ruchère – Chartreuse                                                    | 66        | Alpes du Nord |
| Sur-Lyand – Grand Colombier                                                | 34,8      | Alpes du Nord |
| Les Moises, Habère-Poche                                                   | 38,05     | Alpes du Nord |
| Grand Coin, Montaimont                                                     | 66        | Alpes du Nord |
| Haut Vercors – Villard-de-Lans – Corrençon-en-Vercors – Herbouilly         | 96,9      | Alpes du Nord |
| Font d’Urle, Bouvante                                                      | 154,4     | Alpes du Nord |
| Freissinières                                                              | 20,3      | Alpes du Nord |
| Col du Barioz                                                              | 53        | Alpes du Nord |
| Gresse-en-Vercors                                                          | 54        | Alpes du Nord |
| Haut Giffre                                                                | 57,9      | Alpes du Nord |
| Herbouilly                                                                 | 158,2     | Alpes du Nord |
| La Chapelle-d’Abondance                                                    | 23        | Alpes du Nord |
| La Clusaz                                                                  | 75,1      | Alpes du Nord |
| Lans-en-Vercors                                                            | 35,9      | Alpes du Nord |
| Le Grand Echaillon                                                         | 46,7      | Alpes du Nord |
| Le Grand-Bornand                                                           | 74,9      | Alpes du Nord |
| Salève                                                                     | 10        | Alpes du Nord |
| Semnoz                                                                     | 39,4      | Alpes du Nord |
| La Chapelle-Rambaud                                                        | 22        | Alpes du Nord |
| Les Contamines-Montjoie                                                    | 32,2      | Alpes du Nord |
| Les Entremonts – Chartreuse                                                | 42,5      | Alpes du Nord |
| Les Glières                                                                | 49,5      | Alpes du Nord |
| Les Saisies                                                                | 183,6     | Alpes du Nord |
| Lus – la Jarjatte                                                          | 36,9      | Alpes du Nord |
| Megève                                                                     | 79        | Alpes du Nord |
| Nâves                                                                      | 68,7      | Alpes du Nord |
| Les Sept Laux – Papoutel – Beldina                                         | 18,4      | Alpes du Nord |
| Méribel                                                                    | 57,5      | Alpes du Nord |
| Orange, La Roche-sur-Foron                                                 | 7,5       | Alpes du Nord |
| Peisey Vallandry                                                           | 56,3      | Alpes du Nord |
| Plaine – Joux les Brasses                                                  | 42        | Alpes du Nord |
| Plateau de Beauregard, Thônes                                              | 51,45     | Alpes du Nord |
| Pralognan-la-Vanoise                                                       | 27,3      | Alpes du Nord |
| Praz de Lys Sommand                                                        | 86,1      | Alpes du Nord |
| Savoie Grand Revard                                                        | 158,8     | Alpes du Nord |
| Sivom de Chamechaude – Cole de Porte – Le Sappey-en-Chartreuse – St Hugues | 113       | Alpes du Nord |
| Solaison                                                                   | 38,9      | Alpes du Nord |
| Station des Coulmes                                                        | 55        | Alpes du Nord |
| Val-Cenis – Bramans                                                        | 59,9      | Alpes du Nord |
| Chamonix-Mont-Blanc                                                        | 55        | Alpes du Nord |
| Vassieux en Vercors                                                        | 41,1      | Alpes du Nord |
| Val de Tamié – Faverges-Seythenex                                          | 29,9      | Alpes du Nord |
| Abriès-Ristolas – Aiguilles – Espace Nordique du Queyras                   | 70        | Alpes du Sud  |
| Ancelle                                                                    | 24,8      | Alpes du Sud  |
| Arvieux – Col d’Izoard – Souliers – Espace Nordique du Queyras             | 81        | Alpes du Sud  |
| Barcelonnette                                                              | 6,5       | Alpes du Sud  |
| Cervières – Col d’Izoard                                                   | 62        | Alpes du Sud  |
| Ceillac – Espace Nordique du Queyras                                       | 77,5      | Alpes du Sud  |
| Colmars Ratery                                                             | 29,2      | Alpes du Sud  |
| Crévoux – La Chalp                                                         | 50,9      | Alpes du Sud  |
| Puy-Saint-Vincent                                                          | 48,6      | Alpes du Sud  |
| Haut Champsaur                                                             | 88        | Alpes du Sud  |
| Le Devoluy                                                                 | 37,65     | Alpes du Sud  |
| Molines – Saint-Véran – Espace Nordique du Queyras                         | 108,9     | Alpes du Sud  |
| La Colle Saint Michel                                                      | 100,3     | Alpes du Sud  |
| Névache                                                                    | 78,2      | Alpes du Sud  |
| Réallon                                                                    | 56,55     | Alpes du Sud  |
| Saint Paul – Ubaye                                                         | 23,5      | Alpes du Sud  |
| Serre Chevalier                                                            | 146       | Alpes du Sud  |
| Domaine Blanche – Serre-Ponçon                                             | 38,3      | Alpes du Sud  |
| Vallouise – Pelvoux – Les Vigneaux                                         | 105,15    | Alpes du Sud  |
| Gap Bayard                                                                 | 50,6      | Alpes du Sud  |
| Val d’Oronaye                                                              | 94,2      | Alpes du Sud  |
| Val-des-Prés – Les Alberts                                                 | 31,4      | Alpes du Sud  |
| Valgaudemar                                                                | 38        | Alpes du Sud  |
| Villar-d’Arêne – Pays de La Meije                                          | 40,5      | Alpes du Sud  |
| Villard St Pancrace                                                        | 40,6      | Alpes du Sud  |
| Apremont                                                                   | 44,8      | Jura          |
| Bellefontaine                                                              | 120,3     | Jura          |
| Belleydoux                                                                 | 10        | Jura          |
| Lachat                                                                     | 73        | Jura          |
| Chapelle-des-Bois                                                          | 199,4     | Jura          |
| Chaux-Neuve – Le Pré Poncet                                                | 156,8     | Jura          |
| Arc-sous-Cicon                                                             | 65,1      | Jura          |
| Bolandoz                                                                   | 29,53     | Jura          |
| Chaux de Gilley – La Cernay Blanche                                        | 50,65     | Jura          |
| Combe Saint Pierre                                                         | 85,45     | Jura          |
| Foncine-le-Haut                                                            | 144,5     | Jura          |
| Giron                                                                      | 106,5     | Jura          |
| Haut-Jura – Grandvaux                                                      | 309,1     | Jura          |
| Haute Joux                                                                 | 350,9     | Jura          |
| Hautes Combes du Jura                                                      | 368,4     | Jura          |
| La Fuvelle – Malbuisson                                                    | 44,4      | Jura          |
| Frasne                                                                     | 22,8      | Jura          |
| Gilley                                                                     | 24,2      | Jura          |
| Lac-des-Rouges-Truites – Domaine du Bugnon                                 | 64        | Jura          |
| Le Haut Saugeais Blanc                                                     | 41,8      | Jura          |
| Les Fourgs – L'Herba                                                       | 176,9     | Jura          |
| Longchaumois – le Rosset                                                   | 30        | Jura          |
| Monts Jura – La Vattay – La Valserine                                      | 151,8     | Jura          |
| Morbier                                                                    | 131,4     | Jura          |
| Mouthe – Chez Liadet                                                       | 85,5      | Jura          |
| Métabief – Mont d’Or                                                       | 146,2     | Jura          |
| Plateau d’Hauteville                                                       | 82,77     | Jura          |
| Les Combes Derniers                                                        | 21,5      | Jura          |
| Les Crozets – Jura Sud                                                     | 24,9      | Jura          |
| Plateau du Russey                                                          | 60,8      | Jura          |
| Pontarlier – Larmont – Malmaison – Granges-Dessus – Verrières-de-Joux      | 179,7     | Jura          |
| Les Rousses                                                                | 290,5     | Jura          |
| Plateau de Retord                                                          | 277,6     | Jura          |
| Val de Vennes                                                              | 29,4      | Jura          |
| Prénovel – Les Piards                                                      | 92,2      | Jura          |
| Saint-Laurent-en-Grandvaux                                                 | 68        | Jura          |
| Val de Morteau                                                             | 140,531   | Jura          |
| Brameloup                                                                  | 44,5      | Zentralmassiv |
| Cap Guéry                                                                  | 79,5      | Zentralmassiv |
| Crêtes du Forez                                                            | 144,7     | Zentralmassiv |
| Haut Forez – Col de la Loge                                                | 117       | Zentralmassiv |
| Mont Mézenc                                                                | 67,8      | Zentralmassiv |
| Sancy                                                                      | 445,2     | Zentralmassiv |
| Bonnecombe                                                                 | 55,6      | Zentralmassiv |
| Col du Béal                                                                | 56,5      | Zentralmassiv |
| Meygal                                                                     | 47,2      | Zentralmassiv |
| La Baraque des Bouviers                                                    | 62,9      | Zentralmassiv |
| La Montagne Ardéchoise                                                     | 402,4     | Zentralmassiv |
| Le Mas de la Barque                                                        | 58,6      | Zentralmassiv |
| Prat de Bouc – Haute Planeze                                               | 120,4     | Zentralmassiv |
| Saint-Urcize                                                               | 104,9     | Zentralmassiv |
| Laguiole                                                                   | 68        | Zentralmassiv |
| Nasbinals – Fer à cheval                                                   | 24,3      | Zentralmassiv |
| Beille                                                                     | 72,2      | Pyrenäen      |
| Le Chioula                                                                 | 66,5      | Pyrenäen      |
| Mijanès – Donezan                                                          | 2,2       | Pyrenäen      |
| Capcir                                                                     | 231,4     | Pyrenäen      |
| Font-Romeu Pyrénées 2000, Font-Romeu-Odeillo-Via                           | 121,5     | Pyrenäen      |
| La Bresse – Lispach                                                        | 63        | Vogesen       |
| Markstein – Grand-Ballon                                                   | 62,1      | Vogesen       |
| Bas-Rupts – Gérardmer                                                      | 78        | Vogesen       |
| Le Valtin – Col de la Schlucht                                             | 15        | Vogesen       |
| Rochelotte                                                                 | 57,5      | Vogesen       |
| Lac Blanc                                                                  | 68,1      | Vogesen       |
| Trois Fours                                                                | 16        | Vogesen       |
| Ballon Alsace                                                              | 75        | Vogesen       |